# Screamer 2
Screamer 2 es un videojuego de carreras desarrollado por Milestone y publicado por Virgin Interactive Entertainment, lanzado en 1996 el 30 de septiembre en Norteamérica y el 15 de noviembre en Europa. Es el segundo juego de la serie Screamer. A diferencia de su predecesor, que se basó en gran medida en Ridge Racer de Namco, Screamer 2 se movió hacia un estilo orientado de rally, reemplazando los seis autos de carretera de alto rendimiento del juego anterior con cuatro autos de rally. El juego admite hasta dos jugadores usando una pantalla dividida y hasta cuatro jugadores a través de una red. Una secuela, Screamer Rally, fue lanzada en 1997.
GOG.com lanzó una versión emulada para Windows y Mac OS X en 2012.

## Jugabilidad
A diferencia de su predecesor, ofrece una jugabilidad más orientada a los rallies. Los doce autos de carretera de alto rendimiento seleccionables del juego anterior han sido reemplazados por cuatro autos de rally. El juego presenta un motor de gráficos mejorado (SVGA) y varias pistas, incluidas Inglaterra, Suiza, Egipto, Colombia y otras. Estas pistas pueden ser resbaladizas o contener varios obstáculos y objetos de escenario como pájaros, helicópteros, vacas, etc. Está disponible el modo competitivo de dos jugadores de pantalla dividida cara a cara.

## Recepción
GameSpot le dio un 7,0 sobre 10, elogiando los gráficos, la banda sonora y el precio, pero criticando la física del coche. Un crítico de Next Generation lo aclamó como "uno de los primeros juegos de carreras para PC en lograr una velocidad de fotogramas similar a la de una consola y un excelente control de arcade". Comentó positivamente la variedad de pistas, los mapas de texturas, la banda sonora tecno, los modos multijugador y el hecho de que la IA enemiga está diseñada para cometer errores ocasionales, y calificó el juego con 4 de 5 estrellas. Air Hendrix de GamePro comentó: "Screamer 2 chirría en la PC con el tipo de golpes adictivos que se encuentran en títulos de consola como Daytona Pero aquí está el problema: para obtener gráficos decentes y velocidad en esta pista, realmente necesitas algo en el rango Pentium 166". En particular, notó los autos que se mueven de manera realista y la necesidad de jugar en modo de baja resolución cuando se usa hardware de nivel medio. Coming Soon Magazine lo calificó con 89/100, elogiando tanto la jugabilidad como los gráficos.